# Медаль «10-летие Министерства налогов Азербайджанской Республики (2000–2010)»
Юбилейная медаль «10-летие Министерства налогов Азербайджанской Республики (2000–2010)» (азерб. "Azərbaycan Respublikası Vergilər Nazirliyinin 10 illiyi (2000–2010)" yubiley medalı) — государственная награда Азербайджанской Республики.

## История и положения
Медаль «10-летие Министерства налогов Азербайджанской Республики (2000–2010)» была учреждена указом Президента Азербайджанской Республики Ильхамом Алиевым от 29 декабря 2009 года № 937-IIIQD.
Медаль «10-летие Министерства налогов Азербайджанской Республики (2000–2010)» вручается сотрудникам налоговых органов Азербайджанской Республики, которые достигли высоких результатов в службе, активно участвовали в развитии налоговой системы и проявили особые заслуги.

## Описание
Медаль Азербайджанской Республики «10-летие Министерства налогов Азербайджанской Республики (2000–2010)» представляет собой круглый бронзовый диск диаметром 36 мм, покрытый золотом. Она состоит из двух золотистых круглых металлических плит. На лицевой стороне медали вдоль верхней дуги кругового поля выгравированы слова «AZƏRBAYCAN RESPUBLİKASI», вдоль нижней дуги — «VERGİLƏR NAZİRLİYİ». В центре круга находится эмблема с цифрой «10» и словом «il», а под эмблемой — цифры «2000–2010».
Задняя сторона медали имеет гладкую поверхность. В центре размещён знак Министерства налогов Азербайджанской Республики с надписью «10 İLLİYİ» (10 лет). Вдоль верхней дуги круга выгравированы слова «AZƏRBAYCAN RESPUBLİKASI», а вдоль нижней дуги — «VERGİLƏR NAZİRLİYİNİN». Медаль крепится к одежде с помощью элемента, представляющего собой металлическую пластину размером 37 мм x 45 мм, соединённую с кольцом и зацепом. Пластина оформлена вертикальными полосами синего, красного и зелёного цветов шириной 4 мм, и в центральной части — тёмно-синей полосой шириной 13 мм. В центре тёмно-синей полосы находится золотая полоса шириной 2 мм, расположенная вертикально. Также к медали прилагается элемент для крепления к одежде, выполненный из металла и имеющий ту же отделку, что и пластина, размером 37 мм x 10,3 мм.

## Способ ношения
Лица, удостоенные медали, награждаются руководителем соответствующего государственного органа, назначенным исполнительной властью.
Медаль «10-летие Министерства налогов Азербайджанской Республики (2000–2010)» размещается на левой стороне груди и следует за другими орденами и медалями Азербайджанской Республики после медали «За заслуги в диаспорской деятельности».